# Ciclismo nos Jogos Olímpicos de Verão de 2020 - Keirin feminino
A prova do keirin feminino do ciclismo nos Jogos Olímpicos de Verão de 2020 ocorreu nos dias 4 e 5 de agosto de 2021 no Velódromo de Izu, em Izu, Shizuoka. Um total de 29 ciclistas de 18 Comitês Olímpicos Nacionais (CON) participaram do evento.

## Qualificação
Cada Comitê Olímpico Nacional (CON) poderia inscrever duas ciclistas no keirin feminino. As vagas são atribuídas ao CON, que seleciona os ciclistas. A qualificação se deu inteiramente através do ranking de nações da União Ciclística Internacional (UCI) de 2018–20. Os oito primeiros CONs que se qualificaram ao evento de velocidade por equipe também receberam o direito de inscrever duas ciclistas cada na velocidade individual e no keirin.

## Formato
As corridas de keirin envolvem até 7 ciclistas cada (embora o formato de 2020 não tenha corridas com mais de 6). As ciclistas seguem uma motocicleta por 3 voltas (750 m); a motocicleta então se afasta e os ciclistas correm por mais 3 voltas. A motocicleta parte a 30 km/h e aumenta a velocidade para 50 km/h antes de se retirar.
A competição consiste em quatro rodadas principais (uma a mais com relação a 2016) e uma repescagem:
- Primeira fase: cinco baterias de 6 ciclistas cada. As 2 melhores em cada bateria (10 no total) avançam para as quartas de final; todas as outras (20 ciclistas) vão para a repescagem.
- Repescagem: quatro baterias de 5 ciclistas cada. As 2 melhores em cada bateria (8 no total) se juntam as vencedoras da primeira fase nas quartas de final. As outras 12 ciclistas são eliminadas.
- Quartas de final: três baterias de 6 ciclistas cada. As 4 melhores em cada bateria (12 no total) avançam para as semifinais. As 6 ciclistas restantes são eliminadas.
- Semifinais: duas baterias de 6 ciclistas cada. As 3 melhores em cada semifinal (6 no total) avançam para a final A; as 3 últimas ciclistas de cada semifinal vão para a final B, fora da disputa por medalhas.
- Finais: são realizadas duas finais. A final A consiste nas 6 melhores ciclistas, com disputas pelas medalhas e do 4º ao 6º lugar. A final B classifica as próximas 6 ciclistas do 7º ao 12º lugar.

## Calendário
Horário local (UTC+9)
| Data                | Tempo             | Fase                              |
| ------------------- | ----------------- | --------------------------------- |
| 4 de agosto de 2021 | 16:10 17:11       | Primeira fase Repescagem          |
| 5 de agosto de 2021 | 16:06 16:57 17:37 | Quartas de final Semifinais Final |

## Medalhistas
| Ouro   | NED Shanne Braspennincx |
| Prata  | NZL Ellesse Andrews     |
| Bronze | CAN Lauriane Genest     |

## Resultados

### Primeira fase
Disputada em 4 de agosto de 2021 com início as 16:10 locais. As duas primeiras de cada bateria avançam para as quartas de final e as restantes para a repescagem.
Bateria 1
| Pos. | Ciclista            | CON               | Intervalo | Notas |
| ---- | ------------------- | ----------------- | --------- | ----- |
| 1    | Laurine van Riessen | NED Países Baixos |           | QF    |
| 2    | Zhong Tianshi       | CHN China         | +0.174    | QF    |
| 3    | Lee Hye-jin         | KOR Coreia do Sul | +0.371    | R     |
| 4    | Jessica Lee         | HKG Hong Kong     | +0.445    | R     |
| 5    | Katy Marchant       | GBR Grã-Bretanha  | REL       | R     |

Bateria 2
| Pos. | Ciclista          | CON               | Intervalo | Notas |
| ---- | ----------------- | ----------------- | --------- | ----- |
| 1    | Lea Friedrich     | GER Alemanha      |           | QF    |
| 2    | Daria Shmeleva    | ROC               | +0.102    | QF    |
| 3    | Lee Wai-sze       | HKG Hong Kong     | +0.188    | R     |
| 4    | Charlene du Preez | RSA África do Sul | +0.309    | R     |
| 5    | Coralie Demay     | FRA França        | +0.425    | R     |
| 6    | Miglė Marozaitė   | LTU Lituânia      | +1.364    | R     |

Bateria 3
| Pos. | Ciclista          | CON          | Intervalo | Notas |
| ---- | ----------------- | ------------ | --------- | ----- |
| 1    | Kelsey Mitchell   | CAN Canadá   |           | QF    |
| 2    | Daniela Gaxiola   | MEX México   | +0.100    | QF    |
| 3    | Anastasia Voynova | ROC          | +0.119    | R     |
| 4    | Bao Shanju        | CHN China    | +0.206    | R     |
| 5    | Emma Hinze        | GER Alemanha | +0.310    | R     |
| 6    | Liubov Basova     | UKR Ucrânia  | +0.554    | R     |

Bateria 4
| Pos. | Ciclista            | CON               | Intervalo | Notas |
| ---- | ------------------- | ----------------- | --------- | ----- |
| 1    | Olena Starikova     | UKR Ucrânia       |           | QF    |
| 2    | Yuka Kobayashi      | JPN Japão         | +0.070    | QF    |
| 3    | Shanne Braspennincx | NED Países Baixos | +0.105    | R     |
| 4    | Ellesse Andrews     | NZL Nova Zelândia | +0.182    | R     |
| 5    | Marlena Karwacka    | POL Polônia       | +0.400    | R     |
| 6    | Simona Krupeckaitė  | LTU Lituânia      | +1.093    | R     |

Bateria 5
| Pos. | Ciclista         | CON                | Intervalo | Notas |
| ---- | ---------------- | ------------------ | --------- | ----- |
| 1    | Lauriane Genest  | CAN Canadá         |           | QF    |
| 2    | Madalyn Godby    | USA Estados Unidos | +0.075    | QF    |
| 3    | Urszula Łoś      | POL Polônia        | +0.159    | R     |
| 4    | Kaarle McCulloch | AUS Austrália      | +0.365    | R     |
| 5    | Yuli Verdugo     | MEX México         | +0.440    | R     |
| 6    | Mathilde Gros    | FRA França         | +1.126    | R     |

### Repescagem
Disputada em 4 de agosto de 2021 com início as 17:11 locais. As duas primeiras de cada bateria avançam para as quartas de final.
Bateria 1
| Pos. | Ciclista        | CON               | Intervalo | Notas |
| ---- | --------------- | ----------------- | --------- | ----- |
| 1    | Ellesse Andrews | NZL Nova Zelândia |           | QF    |
| 2    | Liubov Basova   | UKR Ucrânia       | +0.074    | QF    |
| 3    | Lee Hye-jin     | KOR Coreia do Sul | +0.133    |       |
| 4    | Jessica Lee     | HKG Hong Kong     | +1.005    |       |
| 5    | Miglė Marozaitė | LTU Lituânia      | +1.241    |       |

Bateria 2
| Pos. | Ciclista           | CON           | Intervalo | Notas |
| ---- | ------------------ | ------------- | --------- | ----- |
| 1    | Lee Wai-sze        | HKG Hong Kong |           | QF    |
| 2    | Kaarle McCulloch   | AUS Austrália | +0.146    | QF    |
| 3    | Simona Krupeckaitė | LTU Lituânia  | +0.554    |       |
| 4    | Yuli Verdugo       | MEX México    | +0.601    |       |
| 5    | Bao Shanju         | CHN China     | +0.620    |       |

Bateria 3
| Pos. | Ciclista          | CON               | Intervalo | Notas |
| ---- | ----------------- | ----------------- | --------- | ----- |
| 1    | Katy Marchant     | GBR Grã-Bretanha  |           | QF    |
| 2    | Mathilde Gros     | FRA França        | +0.137    | QF    |
| 3    | Anastasia Voynova | ROC               | +0.143    |       |
| 4    | Marlena Karwacka  | POL Polônia       | +0.243    |       |
| 5    | Charlene du Preez | RSA África do Sul | +0.351    |       |

Bateria 4
| Pos. | Ciclista            | CON               | Intervalo | Notas |
| ---- | ------------------- | ----------------- | --------- | ----- |
| 1    | Shanne Braspennincx | NED Países Baixos |           | QF    |
| 2    | Emma Hinze          | GER Alemanha      | +0.005    | QF    |
| 3    | Urszula Łoś         | POL Polônia       | +0.119    |       |
| 4    | Coralie Demay       | FRA França        | +0.603    |       |

### Quartas de final
Disputada em 5 de agosto de 2021 com início as 16:06 locais. As quatro melhores de cada bateria avançam para as semifinais.
Bateria 1
| Pos. | Ciclista            | CON               | Intervalo | Notas |
| ---- | ------------------- | ----------------- | --------- | ----- |
| 1    | Lee Wai-sze         | HKG Hong Kong     |           | SF    |
| 2    | Olena Starikova     | UKR Ucrânia       | +0.029    | SF    |
| 3    | Daria Shmeleva      | ROC               | +0.086    | SF    |
| 4    | Emma Hinze          | GER Alemanha      | +0.490    | SF    |
| 5    | Katy Marchant       | GBR Grã-Bretanha  | +41.527   |       |
| 6    | Laurine van Riessen | NED Países Baixos | DNF       |       |

Bateria 2
| Pos. | Ciclista            | CON               | Intervalo | Notas |
| ---- | ------------------- | ----------------- | --------- | ----- |
| 1    | Shanne Braspennincx | NED Países Baixos |           | SF    |
| 2    | Ellesse Andrews     | NZL Nova Zelândia | +0.052    | SF    |
| 3    | Daniela Gaxiola     | MEX México        | +0.084    | SF    |
| 4    | Lauriane Genest     | CAN Canadá        | +0.094    | SF    |
| 5    | Mathilde Gros       | FRA França        | +0.312    |       |
| 6    | Lea Friedrich       | GER Alemanha      | +0.313    |       |

Bateria 3
| Pos. | Ciclista         | CON                | Intervalo | Notas |
| ---- | ---------------- | ------------------ | --------- | ----- |
| 1    | Kelsey Mitchell  | CAN Canadá         |           | SF    |
| 2    | Kaarle McCulloch | AUS Austrália      | +0.136    | SF    |
| 3    | Zhong Tianshi    | CHN China          | +0.152    | SF    |
| 4    | Liubov Basova    | UKR Ucrânia        | +0.354    | SF    |
| 5    | Madalyn Godby    | USA Estados Unidos | +0.434    |       |
| 6    | Yuka Kobayashi   | JPN Japão          | +0.447    |       |

### Semifinais
Disputada em 5 de agosto de 2021 com início as 16:57 locais. As três primeiras de cada bateria avançam para a final A e as restantes para a final B, fora da disputa por medalhas.
Bateria 1
| Pos. | Ciclista        | CON               | Intervalo | Notas |
| ---- | --------------- | ----------------- | --------- | ----- |
| 1    | Olena Starikova | UKR Ucrânia       |           | FA    |
| 2    | Ellesse Andrews | NZL Nova Zelândia | +0.017    | FA    |
| 3    | Lyubov Basova   | UKR Ucrânia       | +0.071    | FA    |
| 4    | Daniela Gaxiola | MEX México        | +0.097    | FB    |
| 5    | Lee Wai-sze     | HKG Hong Kong     | +0.153    | FB    |
| 6    | Zhong Tianshi   | CHN China         | +0.322    | FB    |

Bateria 2
| Pos. | Ciclista            | CON               | Intervalo | Notas |
| ---- | ------------------- | ----------------- | --------- | ----- |
| 1    | Shanne Braspennincx | NED Países Baixos |           | FA    |
| 2    | Kelsey Mitchell     | CAN Canadá        | +0.277    | FA    |
| 3    | Lauriane Genest     | CAN Canadá        | +0.315    | FA    |
| 4    | Daria Shmeleva      | ROC               | +0.320    | FB    |
| 5    | Kaarle McCulloch    | AUS Austrália     | +0.400    | FB    |
| 6    | Emma Hinze          | GER Alemanha      | +0.814    | FB    |

### Finais
Disputada em 5 de agosto de 2021 com início as 17:37 locais.
Final B
| Pos. | Ciclista         | CON           | Intervalo | Notas |
| ---- | ---------------- | ------------- | --------- | ----- |
| 7    | Emma Hinze       | GER Alemanha  |           |       |
| 8    | Lee Wai-sze      | HKG Hong Kong | +0.043    |       |
| 9    | Kaarle McCulloch | AUS Austrália | +0.097    |       |
| 10   | Daria Shmeleva   | ROC           | +0.163    |       |
| 11   | Daniela Gaxiola  | MEX México    | +0.617    |       |
| 12   | Zhong Tianshi    | CHN China     | +0.729    |       |

Final A
| Pos.              | Ciclista            | CON               | Intervalo | Notas |
| ----------------- | ------------------- | ----------------- | --------- | ----- |
| Medalha de ouro   | Shanne Braspennincx | NED Países Baixos |           |       |
| Medalha de prata  | Ellesse Andrews     | NZL Nova Zelândia | +0.061    |       |
| Medalha de bronze | Lauriane Genest     | CAN Canadá        | +0.148    |       |
| 4                 | Olena Starikova     | UKR Ucrânia       | +0.396    |       |
| 5                 | Kelsey Mitchell     | CAN Canadá        | +0.566    |       |
| 6                 | Liubov Basova       | UKR Ucrânia       | +0.580    |       |